# Joseph Caubert de Cléry
Joseph Caubert de Cléry, né le 24 avril 1862 à Blois et mort le 4 janvier 1944 à Vannes, est un architecte français.

## Biographie
Edmond Marie Joseph Caubert naît 24 avril 1862 à Blois, d'un père officier,,. Installés à Vannes, son fils Guy (aussi architecte) et lui bâtissent une dizaine d'églises chacun. Pendant plus d'une cinquantaine d'années, ils font en effet figure d'architectes officiels du diocèse. Architecte historiciste, Caubert de Cléry mélange les styles non sans avoir en outre visité différents architectes à travers la France. Ses constructions, situées à des endroits stratégiques pour l'époque, sont le plus souvent faites en granite de Saint-Nolff ou d'Elven taillé à Vannes. On note aussi dans son architecture une prédominance de pans coupés, de fenêtres cintrées et de balcons galbés. Par ailleurs, en 1927, il fait un rapport à la demande du maire sur l'état des voûtes de la chapelle Saint-Yves de Vannes.

## Vie familiale
En 1890, il épouse Jeanne-Marie-Josèphe Luco. Il est le père de dix enfants.

## Réalisations notables
- Immeuble de la boucherie Jacquet-Le Plain (1904) à Vannes, recensé à l'Inventaire général[6] ;
- Hôtel de la Caisse d'épargne (1910) à Vannes, recensé à l'Inventaire général[7] ;
- certains immeubles de la rue de la Monnaie[4].

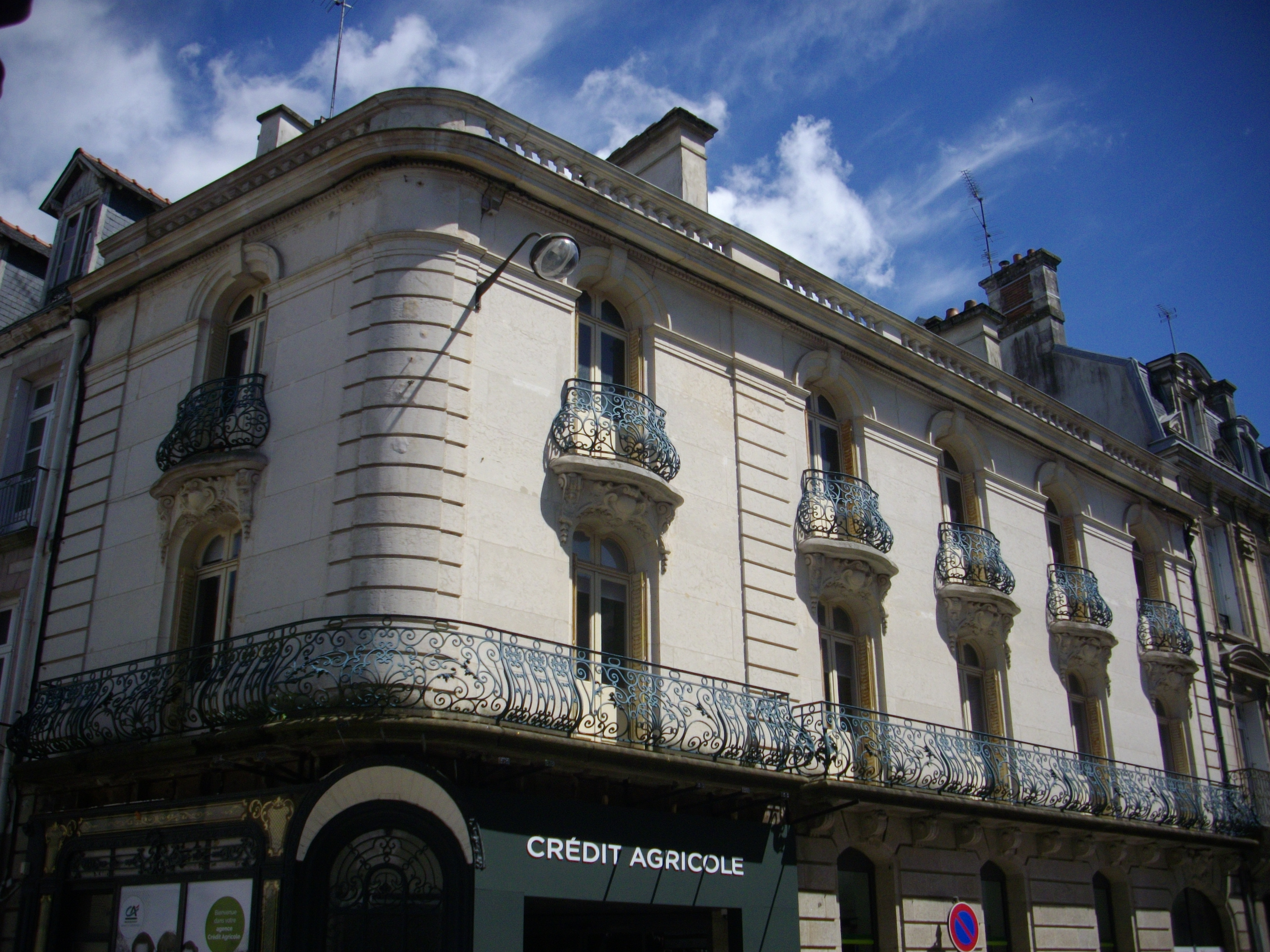
Immeuble de la boucherie Jacquet-Le Plain.
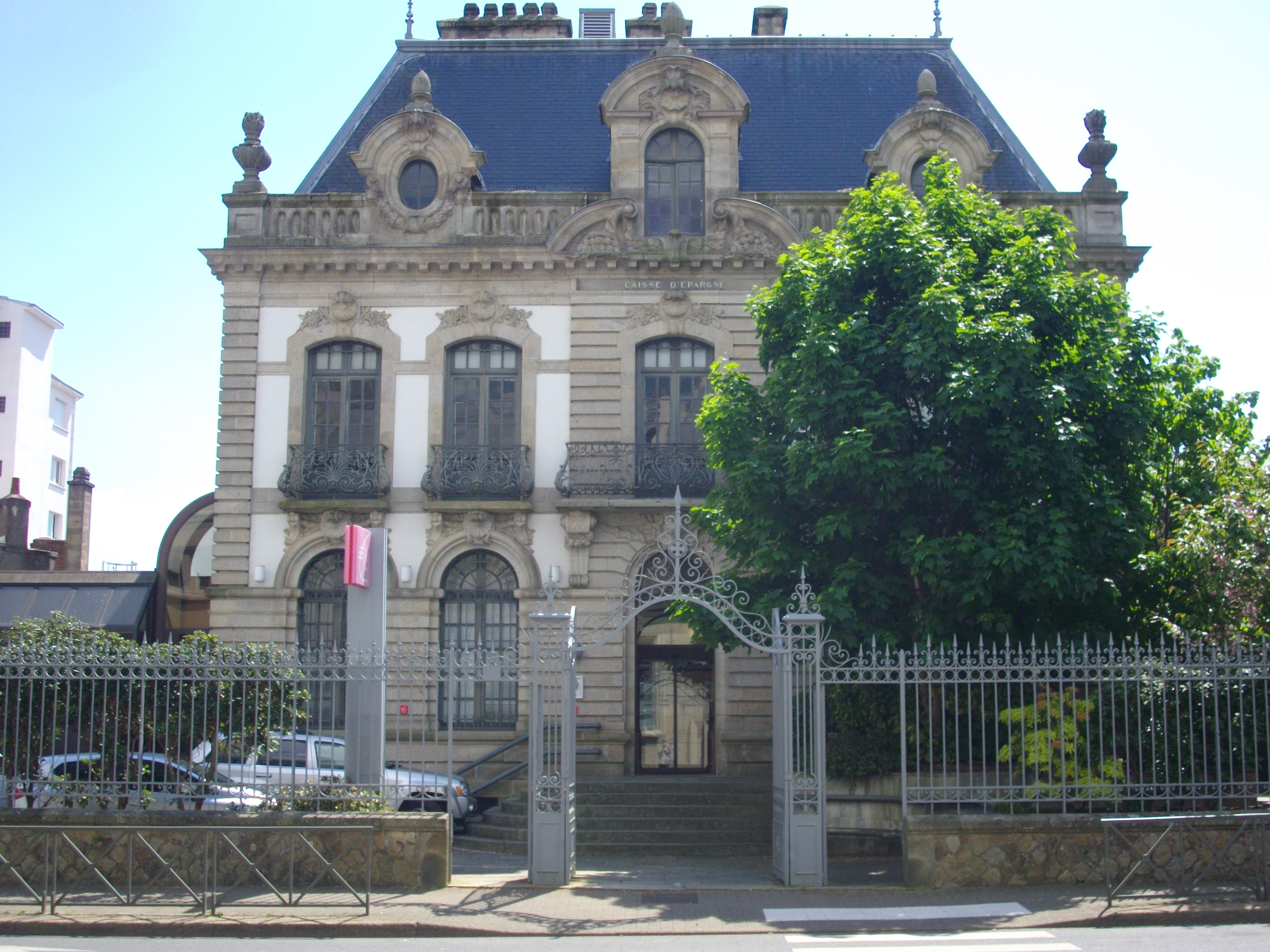
Hôtel de la Caisse d'épargne de Vannes.